# Grabanów
Grabanów (prononciation : [ɡraˈbanuf]) est un village polonais de la gmina de Biała Podlaska dans le powiat de Biała Podlaska de la voïvodie de Lublin dans l'est de la Pologne.
Il se situe à environ 5 kilomètres au nord-est de Biała Podlaska (siège de la gmina et du powiat) et 100 kilomètres au nord-est de Lublin (capitale de la voïvodie).
Le village comptait approximativement une population de 403 habitants en 2010.

## Histoire
De 1975 à 1998, le village est attaché administrativement à la voïvodie de Biała Podlaska.
Depuis 1999, il fait partie de la voïvodie de Lublin.